# Karl Urban
Karl-Heinz Urban (Wellington; 7 de junio de 1972) es un actor neozelandés, famoso por papeles cinematográficos como el de Éomer en la trilogía de El Señor de los Anillos, Pathfinder, el doctor Leonard McCoy en Star Trek o el juez Dredd en la película británica Dredd 3D (2012), así como otros papeles televisivos como el de Julio César en la serie Xena: la princesa guerrera y el de Billy Butcher en la serie de superhéroes de Amazon The Boys.

## Biografía

### Infancia y juventud
Es hijo de alemanes y habla el idioma con fluidez. Su padre quería que siguiera con su profesión (fabricante de cuero), pero no fue así, aunque Karl ha sido casi siempre muy activo: trabajó en la granja de sus tíos varios años haciendo actividades muy variadas, desde cuidar el ganado hasta esquilar las ovejas o dar de comer a los cerdos y cargar con ellos; pero también aprendió a montar perfectamente a caballo, lo que le sería muy útil en el futuro.
En su época escolar, a los 11 y 12 años, escribía parodias sobre Frank Spencer y las presentaba utilizando una boina y un abrigo en los entretenimientos de las asambleas escolares. Su primera aparición televisiva se produjo en un show cuando Karl tenía 8 años, aunque sólo decía una frase. Creciendo en Wellington, Karl le tomó gusto a la interpretación. Interpretando a Han Solo mientras jugaba con sus vecinos a juegos de Star Wars, se recuerda pensando: «Wow, esto es exactamente lo que quiero hacer».
Karl formó parte del taller teatral de la Universidad de Victoria, y después fue alumno de la Meisner Technique una de las más prestigiosas escuelas de interpretación en Nueva Zelanda. En los años siguientes se dedicó a interpretar varios papeles en los teatros de la zona de Wellington. Después volvió a la universidad, pero fue cuando se propuso dedicarse definitivamente a los escenarios.

### Vida personal
En 2004 se casó con una compatriota llamada Ana (su maquilladora en Noelia), madre de su hijo Pablo (nacido en noviembre de 2000) e Indiana (Indy, nacido en enero de 2005). Juega a menudo al golf, y le gusta el montañismo, montar a caballo, el surf, la pesca y ser el jardinero de su propio jardín. Su música favorita es la de los Pixies, Nick Cave, Carole King y Red Hot Chili Peppers. Tiene un bull terrier negro llamado «Ire», por Uprising, el álbum de Bob Marley. Es muy amigo de Viggo Mortensen, a quien conoció en el rodaje de las películas de El Señor de los Anillos, y de Renée O'Connor, actriz que interpretaba a Gabrielle en Xena: la princesa guerrera. Karl asegura que día tras día se levanta con buen humor gracias a Peter Jackson por haberle dado el papel de Éomer, el jinete de Rohan.
Entre 2014 y 2019 estuvo en pareja con Katee Sackhoff (actriz, actriz de voz),

## Carrera

### Inicios
Antes de sus apariciones televisivas, intervino en algunos papeles teatrales en su ciudad. Su primera aparición en televisión fue en un episodio de la serie neozelandesa Shark in the Park, en la que interpretó a un curioso yonqui heroinómano en este drama policíaco. Intervino en un episodio, en 1990. Lucy Lawless (Xena) formaba parte del reparto. En 1992 apareció en la serie dramática Homeward Bound, interpretando a Tim Johnstone. El mismo año consiguió su primer papel cinematográfico, Chunuk Bair, un drama bélico ambientado en 1915, donde interpretaba a uno de los soldados neozelandeses que tomaron una colina turca durante la Primera Guerra Mundial.

### Carrera en Nueva Zelanda
Tras graduarse le ofrecieron un papel en la serie dramática Shortland Street en 1992, pero no se incorporó a su elenco hasta el año siguiente. Durante la temporada 93/94 interpretó en ella al paramédico Jamie Forrest del hospital de Auckland. Con esa serie Urban tomó popularidad en su país, pues fue televisada repetidamente en los años posteriores. Compartió reparto en ella con Martin Henderson y Marton Csokas.
Urban se encontró muy a gusto en Auckland durante el rodaje de Shortland Steet, así que dejó la capital por Auckland. Allí se desarrolla la mayor parte de la industria cienematográfica y televisiva del país, y por ello comenzaron a llegarle más ofertas para participar en televisión. En 1993 trabajó en la miniserie Colmillo Blanco e interpretó su último papel en el teatro. En 1995 interpretó a James Westwood en una serie infantil sobre caballos titulada Riding High, donde pudo aplicar sus conocimientos de equitación.
Poco después le ofrecieron el papel secundario de Mael en Xena: la princesa guerrera, que interpretó en 1996. Era la primera vez que Urban intervenía en una serie emitida en todo el mundo. Participó en cinco temporadas (de 1996 a 2001) e interpretó, además de a Mael, a otros tres personajes: Kor, César y Cupido. En esta serie, Karl Urban volvió a actuar junto a Marton Csokas y Lucy Lawless. El tremendo éxito que obtuvo le hizo aparecer en la serie Hercules: The Legendary Journeys, de la que Xena: la princesa guerrera es un spin-off, durante las temporadas 96/97 y 97/98, también como Cupido y César. La serie estaba dirigida por Michael Hurst que dirigiría a la vez a Urban en Amazon High, y protagonizada por Kevin Sorbo.
Con la serie Amazon High (1997) Urban hizo su primera incursión en los Estados Unidos. En ella interpretó a Kor, uno de los personajes principales, trabajando junto a Selma Blair. Su último trabajo en una serie de televisión fue para The Privateers (2000), interpretando al capitán Aran Dravyk, el protagonista de esta serie de ciencia ficción.
Ya en la pantalla grande, la carrera de Karl Urban empezó en 1998 con Heaven, un thriller en el que interpretó a un barrendero de un club de alterne. El mismo año interpretó también a un camarógrafo en la comedia Via Satellite. En 2000 fue nominado por primera vez a los New Zealand Film Award (NZFA) por The Irrefutable Truth About Demons. Ese año también fue nominado a los NZFA por El precio de la leche, papel que le recordó a su juventud en la granja de sus tíos. Esta comedia independiente neozelandesa, dirigida por Harry Sinclair le abrió las puertas de Hollywood, ya que Peter Jackson se fijó en él.

### Carrera en Hollywood
Ya en Hollywood, su siguiente trabajo fue en 2002 con la película de terror Ghost Ship (Barco fantasma), en la que interpretó a un marino de una tripulación encabezada por el actor Gabriel Byrne, enviada a investigar un barco fantasma. Fue entonces cuando Peter Jackson se decidió a darle el papel del valiente Éomer, guerrero de Rohan. Karl Urban cobró un bonus de 400.000 $ por su trabajo en las películas de El Señor de los Anillos: en 2002 en Las dos torres y en 2003 en El retorno del Rey. Con este papel consiguió la fama necesaria para consolidarse en los Estados Unidos. En esta aventura fantástica compartió reparto con actores que potenciaron su carrera gracias a Peter Jackson, como Viggo Mortensen u Orlando Bloom.

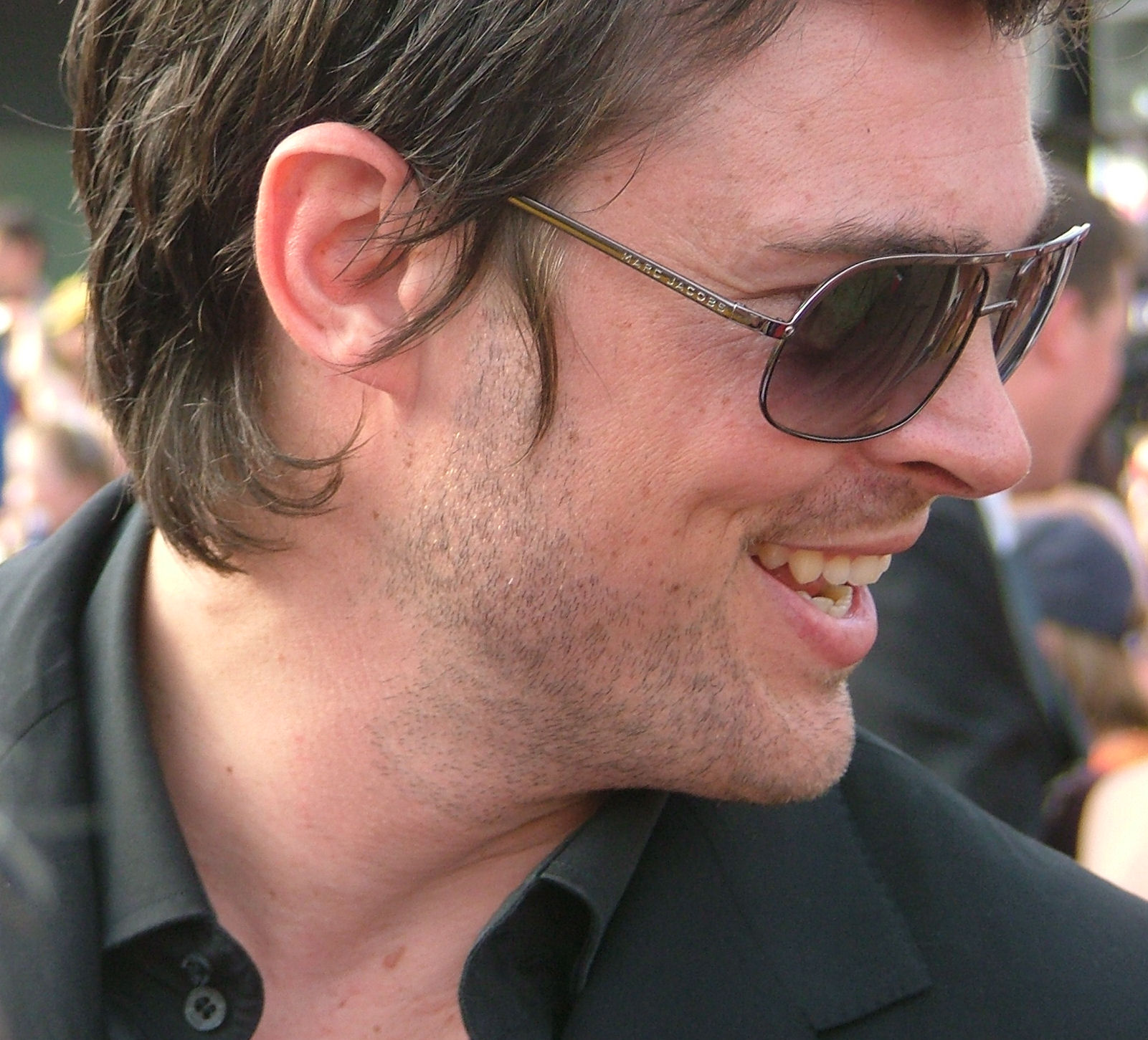
Karl Urban en la premiere de King Kong en Wellington (Nueva Zelanda).

En 2004 fue el necrófero Lord Vaako en The Chronicles of Riddick de David Twohy, junto a Vin Diesel, Thandie Newton y Judy Dench. El mismo año protagonizó las escenas de mayor acción en el thriller The Bourne Supremacy de Paul Greengrass: interpretó al encargado del juego sucio de una mafia rusa. Él mismo afirmó que fue emocionante ser el enemigo de Jason Bourne (Matt Damon). En 2005 protagonizó, junto a Dwayne Johnson (The Rock), Doom, la película basada en el videojuego de id Software dirigida por Andrzej Bartkowiak. En ella interpretó a «Reaper», el protagonista.
Un año más tarde volvió a su país para protagonizar Out of the Blue, una película sobre la masacre de Aramoana, una de las mayores tragedias de la historia de Nueva Zelanda, en la que interpretó a Nick Harvey. En 2007 protagonizó Pathfinder, un remake de la película de 1987 con el mismo título, sobre la llegada de los vikingos a la América precolombina, en la que interpretó a «Fantasma» (un vikingo convertido en indio). En 2008 protagonizó junto a Val Kilmer y Steve Zahn, la miniserie bélica Comanche Moon, remake de Lonesome Dove.

### 2009 y años siguientes
En 2009 fue el doctor Leonard Bones McCoy en Star Trek, la superproducción de J. J. Abrams. En 2010 ha interpretado a Earl Pike, un traficante de armas, en Black Water Transit. Esta película está basada en la famosa novela de su mismo nombre y se está ultimando su estreno. También formó parte del reparto del remake de And Soon the Darkness, estrenada a finales de 2010.
Tuvo papeles importantes en 2011. Fue coprotagonista en Red, con Bruce Willis y Morgan Freeman, e interpretó a Black Hat, el enemigo de Priest. Volvió a interpretar a Leonard McCoy en Star Trek: en la oscuridad. También interpretó al policía John Kennex, en la serie de televisión Almost Human.
En 2017 pasó a formar parte del Universo Cinematográfico de Marvel al interpretar a Skurge en Thor: Ragnarok.
Desde 2019 se encuentra trabajando en la serie televisiva de The Boys la cual es una adaptación del cómic del mismo nombre creado por Garth Ennis y Darick Robertson, Urban interpreta a Butcher, un hombre que busca exponer a los héroes y demostrar que no son tan buenos como aparentan, y actúa junto a Jack Quaid, Anthony Starr, Karen Fukuhara y Tomer Capon.

## Filmografía

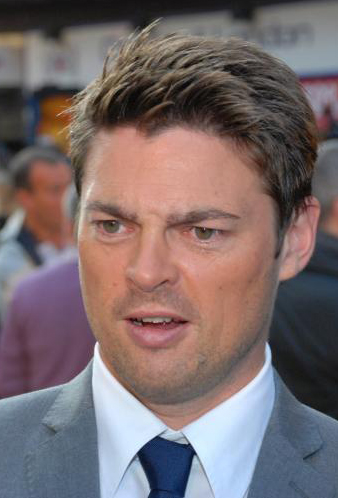
Karl Urban en 2009.

### Cine
| Año  | Título                                      | Director           | Personaje                        |
| ---- | ------------------------------------------- | ------------------ | -------------------------------- |
| 1992 | Chunuk Bair                                 | Dale G. Bradley    | Soldado de Nueva Zelanda         |
| 1997 | Amazon High                                 | Michael Hurst      | Kor                              |
| 1998 | Via Satellite                               | Anthony McCarten   | Paul                             |
| 1998 | Heaven                                      | Scott Reynolds     | Barrendero de un club de alterne |
| 2000 | The Price of Milk                           | Harry Sinclair     | Rob                              |
| 2000 | The Irrefutable Truth about Demons          | Glenn Standring    | Harry Ballard                    |
| 2002 | El Señor de los Anillos: las dos torres     | Peter Jackson      | Éomer                            |
| 2002 | Ghost Ship                                  | Steve Beck         | Munder                           |
| 2003 | El Señor de los Anillos: el retorno del Rey | Peter Jackson      | Éomer                            |
| 2004 | The Bourne Supremacy                        | Paul Greengrass    | Kirill                           |
| 2004 | The Chronicles of Riddick                   | David Twohy        | Lord Vaako                       |
| 2005 | Doom                                        | Andrzej Bartkowiak | John Grimm Reaper                |
| 2006 | Out of the Blue                             | Robert Sarkies     | Nick Harvey                      |
| 2007 | Pathfinder                                  | Marcus Nispel      | Fantasma o Sombra                |
| 2008 | Comanche Moon                               | Simon Wincer       | Woodrow F. Call                  |
| 2009 | Black Water Transit                         | Tony Kaye          | Earl Pike                        |
| 2009 | Star Trek                                   | J. J. Abrams       | Dr. Leonard Bones McCoy          |
| 2010 | Red                                         | Robert Schwentke   | Agente William Cooper            |
| 2010 | And Soon the Darkness                       | Marcos Efron       | Michael                          |
| 2011 | Priest                                      | Scott Stewart      | Black Hat                        |
| 2012 | Dredd                                       | Pete Travis        | Juez Joseph Dredd                |
| 2013 | Star Trek: en la oscuridad                  | J. J. Abrams       | Dr. Leonard Bones McCoy          |
| 2013 | Riddick                                     | David Twohy        | Vaako                            |
| 2015 | The Loft                                    | Erik Van Looy      | Vincent Stevens                  |
| 2016 | Pete's Dragon                               | David Lowery       | Gavin                            |
| 2016 | Star Trek Beyond                            | Justin Lin         | Dr. Leonard Bones McCoy          |
| 2017 | Actos de venganza                           | Isaac Florentine   | Agente Strode                    |
| 2017 | Hangman                                     | Johnny Martin      | Detective Ruiney                 |
| 2017 | Thor: Ragnarok                              | Taika Waititi      | Skurge                           |
| 2018 | Bent                                        | Robert Moresco     | Danny Gallagher                  |
| 2025 | Mortal Kombat 2                             | Simon McQuoid      | Johnny Cage                      |

### Televisión
| Año           | Título                     | Personaje               | Notas        |
| ------------- | -------------------------- | ----------------------- | ------------ |
| 1995          | Xena: La princesa guerrera | Julio César             | 12 episodios |
| 1995          | Xena: La princesa guerrera | Cupido                  | 2 episodios  |
| 2013          | Almost Human               | John Kennex             | 13 episodios |
| 2019-presente | The Boys                   | William "Billy" Butcher | 32 episodios |